# 亨利·蓋西克
亨利·蓋西克（Henry Keswick，1870年—1928年11月29日），英国保守派政治人物和商人，曾任香港行政局和香港立法局议员。亨利·蓋西克會說北京话以及上海话。

## 生平
亨利·蓋西克是凱瑟克家族的耆紫薇与第一任妻子阿米莉亚·索菲·杜伯（Amelia Sophie Dubeux）的长子，也是唯一在世的儿子。亨利·蓋西克於1870年出生于上海。 他曾就讀於伊顿公学，并于1892年獲得剑桥大学三一学院学士学位，后来又获得了硕士学位。 1893年2月25日，他出任皇家直属苏格兰边境团第3营中尉。  1900年3月，亨利·蓋西克与第3营士兵离开科夫前往南非參加第二次布爾戰爭。 他後來被提拔至上尉。第二次布爾戰爭结束后，他不再擔任上尉。 第一次世界大战爆發後，他再次回到第3營，直至第3營被裁撤。 
亨利·蓋西克後來入職怡和洋行並在怡和洋行纽约办事处工作了两年，然后于1895年前往香港。後來他又前往上海，並於1906年8月24日至1907年5月期間出任上海公共租界工部局總董。 
在香港期间，他出任香港立法局及香港行政局非官守议员。他還兼任香港總商會副主席及香港上海滙豐銀行、黃埔船塢及其他公司的主席。 
1911年，他返回英国，並代表香港出席英國國王乔治五世的加冕典礼。之後他就留在英國，並出任倫敦商會远东分会主席、香港上海汇丰银行伦敦委员会委员。1912年當選保守黨國會議員。 
1922年，他乘游艇返回香港和远东。1928年11月29日在伦敦去世。

## 家庭
1900年，亨利·蓋西克与Ida Wynifred Johnston结婚，兩人育有三个孩子。 